# 東坊城長遠
東坊城 長遠（ひがしぼうじょう ながとお）は、南北朝時代から室町時代前期にかけての公卿。参議・東坊城秀長の長男。官位は従二位・参議、贈正二位。

## 経歴
少納言・文章博士などを経て応永18年（1411年）12月14日に従三位に叙せられる。翌19年（1412年）1月28日に大蔵卿に任じられ、10月14日に称光天皇の侍読に任ぜられる。応永21年（1414年）に正三位に叙せられ、次いで右大弁に任ぜられるが1か月で辞任する。
応永24年（1417年）1月に従二位に叙せられ、同年12月の4代将軍・足利義持の嫡男の元服に際して「義量」の名を勘申した（後の5代将軍）。応永26年（1419年）3月10日に参議に任ぜられ、在任中の応永29年（1422年）に58歳で急死、没後の7月28日に正二位を贈位された。
詩文の講頌に優れ、従兄弟の西坊城長政と共に称光天皇の信任が厚かった。また、彼の死を聞いた貞成親王は「頌道の零落」を嘆くと共に、勾当内侍を務める彼の妹が伊勢神宮に下向中であったことを記している。

## 系譜
- 父：東坊城秀長（1338-1411）
- 母：不詳
- 妻：不詳
  - 長男：東坊城益長（1407-1475）